# Российская государственная программа развития вооружений на 2007—2015 годы
Государственная программа развития вооружений на 2007—2015 годы (ГПВ-2015) — программа закупок и разработки боевой техники для армии Российской Федерации. Программа была не выполнена практически по всем показателям. В начале 2011 года заменена Программой ГПВ-2020.
Проект ГПВ-2015 был предварительно утверждён 2 июня 2006 года Военно-промышленной комиссией при правительстве России. 26 октября 2006 г. программа была утверждена закрытым указом президента РФ. На её финансирование в общей сложности за время её действия было выделено 4 триллиона 939 миллиардов 400 миллионов рублей, при этом на долю Вооружённых сил (то есть Министерства обороны) пришлось 4 трлн 98 млрд руб. или 83 %. Из этих средств 63 % планировалась израсходовать на закупки новой боевой техники.
Как сообщил заместитель министра обороны Российской Федерации генерал-полковник Владимир Поповкин 1 октября 2008 — Государственная программа вооружений на 2007—2015 гг. предусматривает разработку новых образцов ВВТ практически по всей номенклатуре к концу 2010 — началу 2011 года. И планировалось с 2011—2012 гг. начать переоснащение Вооружённых Сил. Однако в связи с Грузино-южноосетинским конфликтом Президент России Дмитрий Медведев дал указание относительно ускорения модернизации Вооружённых Сил РФ.
Точные и полные цифры по объёмам и номенклатуре закупок не обнародованы, имеется лишь отрывочная информация. По словам первого заместителя председателя комиссии, генерала-полковника Владислава Путилина, в рамках Государственной программы вооружений предусматривается комплектное оснащение около 200 соединений и частей, планируется закупка более 3 тысяч и проведение модернизации и специального ремонта около 5 тысяч единиц вооружения, военной и специальной техники.
В предстоящее десятилетие в войска поступит более 400 современных межконтинентальных баллистических ракет наземного и морского базирования, восемь ракетных подводных крейсеров стратегического назначения, около 20 многоцелевых подводных лодок, более 50 боевых надводных кораблей, около 100 космических аппаратов военного назначения, более 600 современных самолётов, включая истребители пятого поколения, свыше тысячи вертолётов, 28 полковых комплектов зенитных ракетных систем С-400, 38 дивизионных комплектов зенитно-ракетных комплексов «Витязь», десять бригадных комплектов ракетного комплекса «Искандер-М», свыше 2,3 тысячи современных танков, около 2 тысяч самоходных артиллерийских комплексов и орудий, а также более 17 тысяч единиц военной автомобильной техники.
Средства, выделяемые в ГПВ, учитываются в ежегодном бюджете в подразделе, в котором выделяются средства на оснащение ВС и других компонент военной организации государства (МВД, включая ВВ, ФСБ, включая пограничную службу и другие силовые структуры). Эти средства состоят из расходов на НИОКР, ремонт имеющийся и закупки новой техники. С 1 января 2008 года единым заказчиком всех вооружений и военной техники для силовых структур станет создаваемое на базе нынешней службы единого заказчика Минобороны Агентство по закупкам вооружений, состоящее из гражданских специалистов. Контроль над выполнением закупок возложен на ныне действующую Федеральную службу гособоронзаказа (Рособоронзаказ).
К 2015 году планируется довести количество соединений и частей постоянной боевой готовности до 600. Всего в рамках новой Программы вооружения в армии и на флоте будет заменено около 45 процентов имеющейся боевой техники.

## Планируемые закупки новой техники
На текущий момент известно о следующих планах по закупке новой боевой техники

### Стратегические ядерные силы
- 5-8 атомных стратегических подводных ракетоносцев четвёртого поколения (Подводные лодки проекта 955 «Борей»).

### Сухопутные войска
- 40 танковых батальонов 1400 новых и модернизированных танков из которых 22 батальона новыми танками.
- 97 мотострелковых батальонов 4109 БМП/БМД
- 3008 БТР всех типов. включая 600 БТР-90 «Бережок»
- 20 систем РСЗО «Смерч»
- 2 реактивных полка модернизированных реактивных систем залпового огня (РСЗО) «Ураган-1М»
- 60 оперативно-тактических ракетных комплексов Искандер-М
- 56 дивизионов по 8 комплексов зенитно-ракетной системы С-400 в каждом
- 1 полк зенитных ракетно-пушечных комплексов «Панцирь-С1» (по другим данным 400 установок).
- 116 тысяч автомобилей

### ВВС
- 116 новых и 408 модернизированных авиационных комплексов фронтовой авиации.
- 34 новых и 159 модернизированных авиационных комплексов дальней авиации.
- 48 истребителей Су-35БМ (поставки c 2010 до 2015 года)[2]
- 12 истребителей Су-27СМ (поставки c 2009 до 2011 года)
- 4 истребителя Су-30МК2 (поставки c 2009 до конца 2011 года)
- 70 бомбардировщиков Су-34 до 2015 (два в 2006 году, шесть — в 2007 году, десять — в 2008 году. В дальнейшем планируется выпускать по 8-10 Су-34 в год). К 2020 более 120 су-34.
- 200 штурмовиков Су-25СМ
- 10 Ту-204/Ту-214
- 60 Як-130[3]
- 4 Ил-76МФ
- 18 Ил-112В[4]
- 5 Ил-214[5]
- 156 новых и 372 модернизированных боевых вертолётов.
- 67 ударных вертолётов Ми-28Н (всего потребность в вертолётах оценивается в 300 единиц)[6]
- 5 ударных вертолётов Ка-50[7]
- 30 ударных вертолётов Ка-52[8]

### Воздушно-десантные войска
- 50 десантных батальонов
- 57 самоходных противотанковых орудий Спрут-СД
- 499 бронетранспортёров Ракушка
- 400 БМД-4

### ВМФ
- 2 многоцелевые атомные подводные лодки
- 5 дизельные подводные лодки, 3 проекта 636/3 и 2 проекта 677.
- 12 боевых надводных кораблей в основном фрегаты и корветы.
- 8 боевых катеров различных проектов.

### Космические войска
- Развертывание орбитальной группировки интегрированной системы спутниковой связи и ретрансляции в составе нескольких космических аппаратов.
- Создание новых космических систем разведки, топогеодезии, обнаружения стартов баллистических ракет и управления
- Завершение строительства стартовых комплексов «Ангара» и «Союз-2»

## Итог на 2010 год
24 февраля 2011 года первый заместитель министра обороны России Владимир Поповкин заявил журналистам, что министерство приступило к реализации госпрограммы вооружений на 2011—2020 годы, подписанной Д. А. Медведевым 31 декабря 2010 года.
РВСН 
- 36 баллистических ракет «Тополь-М».

Сухопутные войска
- 2 дивизиона ОТРК «Искандер».
- 2 дивизиона «Бук-М2».
- около 150 танков Т-90.
- около 150 БМП-3.
- более 500 БТР-80.
- 4 дивизиона ЗРК С-400.

ВВС
- Самолёты: 22.
- Вертолёты: 60.

ВМФ
- 1 спасательное буксирное судно проекта 20180 — «Звездочка».
- 1 крановое судно-погрузчик проекта 20360 «Дубняк»[9] — ВТР-79.
- 2 буксира проекта 90600 — РБ-386, РБ-389.
- 2 десантных катера проектов 21820 и 11770 — Д-105, Д-107.
- 1 ДЭПЛ проекта 677 «Лада» — «Санкт-Петербург» (опытная эксплуатация).
- 1 модернизированный БПК проекта 1155 — «Вице-адмирал Кулаков».
- 1 модернизированный РПКСН проекта 667БДРМ «Дельфин» — «Карелия».

Береговая охрана пограничной службы ФСБ России
- 5 пограничных катеров проекта 12150 «Мангуст» — ПСКА-611, ПСКА-613, ПСКА-614, ПСКА-612, ПСКА-615.
- 3 пограничных катера проекта 12200 «Соболь» — ПСКА-304, ПСКА-305, ПСКА-306.
- 1 сторожевой корабль проекта 22120 — ПС-824.
- 1 сторожевой корабль проекта 10410 — «Краснодарец».